# Lemnhults kyrka
Lemnhults kyrka är en kyrkobyggnad i Lemnhult i Växjö stift. Den är en församlingskyrka i Korsberga församling.

## Kyrkobyggnader
När det gäller den allra första kyrkan i Lemnhult saknas uppgifter. Däremot vittnar ruinen av den 1856 nedbrunna kyrkan om en senmedeltida byggnad. Den hade brant takresning och var täck med tjärad spån. 1693 utökades kyrkan och en stiglucka som ännu finns kvar byggdes. 1752 försågs kyrkan med en sakristia på norra sidan. Kyrkklockan som bar namnet Mariaklockan hängde i en klockstapel. 1856 eldhärjades kyrkan. Det dröjde till 1871 då en ny kyrka var färdig. Den uppfördes av byggmästare Anders Pettersson från Värsås. Socknens son Johannes Magnusson i Nässja hade byggt orgeln och även målat altartavlan. Den nya kyrkan blev inte gammal. År 1900 antändes kyrkan genom ett blixtnedslag. Endast murarna stod kvar. På de kvarvarande murarna byggdes den nuvarande kyrkan upp. Den stod färdig 1902 och invigdes 1903 av biskop N.J.O.H. Lindström. Kyrkan består av ett långhus med avslutad rundformad korabsid i norr och ett torn i söder. Tornet är försett med tornur och hög spira krönt med ett kors. 1956 ändrades kyrkans interiör om till en treskeppig basilika.

## Inventarier
- Krucifix ur calvariegrupp.
- Nattvardssilver från 1600-talet.
- Altartavla med motiv: Jesu gravläggning ,utförd av Johannes Magnusson
- Dopfunten är skuren 1938 av bildhuggaren Theodor Karlsson i Virserum.
- Predikstol med ljudtak.

## Orglar
- År 1856 byggde Johannes Magnusson en orgel med 14 stämmor. Den byggdes om av honom 1871.[1] Orgeln förstördes i branden år 1900.[2]
- År 1904 byggde Emil Wirell, Växjö en orgel med 13 stämmor.[1] Orgelfasaden ritades av arkitekt Gustaf Pettersson och är från 1905.[2]

- Den nuvarande orgeln är byggd 1980 av Västbo Orgelbyggeri, Långaryd. Den är en mekanisk och har 14 stämmor.[1] Fasaden och sju av orgelstämmorna är från Wirells orgel (1904–1905).[2]

| Huvudverk I     | Svällverk II        | Pedal       | Koppel |
| Rörflöjt 8´     | Gedackt 8´          | Subbas 16´  | I/P    |
| Principal 4´    | Salicional 8´       | Borduna 8´  | II/P   |
| Traversflöjt 4´ | Rörflöjt 4´         | Koralbas 4´ | II/I   |
| Waldflöjt 2´    | Principal 2'        |             |        |
| Mixtur 3 chor   | Sifflöjt 1'         |             |        |
|                 | Sesquialtera 2 chor |             |        |
|                 | Tremulant           |             |        |
|                 | Crescendosvällare   |             |        |

### Kororgel
- År 1857 byggdes en kororgel av Johannes Magnusson. Orgeln är mekanisk och har två stämmor.[1]